# If Beale Street Could Talk
If Beale Street Could Talk es una película estadounidense del género dramático de 2018, escrita y dirigida por Barry Jenkins. Basada en la novela homónima de James Baldwin, está protagonizada por Kiki Layne, Stephan James, Colman Domingo, Teyonah Parris, Michael Beach, Dave Franco, Diego Luna, Pedro Pascal, Ed Skrein, Brian Tyree Henry y Regina King. La historia sigue a una joven afroamericana que, con el apoyo de su familia, busca limpiar el nombre de su esposo acusado erróneamente de un crimen que no cometió y probar su inocencia antes del nacimiento de su hijo.
La cinta tuvo su estreno mundial en el Festival de Cine de Toronto en septiembre de 2018. Su estreno en cines fue el 14 de diciembre de 2018, siendo distribuida por Annapurna Pictures. Recibió la aclamación de los críticos, que alabaron la actuación (particularmente de King), así como el guion y la dirección de Jenkins, la fotografía y la banda sonora, y fue elegida por la National Board of Review y el American Film Institute como una de las 10 mejores películas de 2018. La película recibió numerosos reconocimientos y nominaciones, incluida la de Mejor Actriz de Reparto por King en los 76 ed. Globos de Oro, y también fue nominada a Mejor Película - Drama y Mejor Guion.

## Reparto
- Kiki Layne como Clementine "Tish" Rivers.
  - Milanni Mines como Tish de joven.
- Stephan James como Alonzo "Fonny" Hunt.
  - Ethan Barrett como Fonny de joven.
- Teyonah Parris como Ernestine Rivers, hermana de Tish.
- Regina King como Sharon Rivers, madre de Tish.
- Colman Domingo como Joseph Rivers, padre de Tish.
- Brian Tyree Henry como Daniel Carty, un amigo de Fonny y en libertad condicional.
- Dave Franco como Levy, un propietario.
- Ed Skrein como el agente Bell, un oficial de policía racista.
- Michael Beach como Frank Hunt, padre de Fonny.
- Finn Wittrock como Hayward.
- Aunjanue Ellis como la Sra. Hunt, madre de Fonny.
- Diego Luna como Pedrocito, un camarero y amigo de Fonny.
- Pedro Pascal como Pietro Álvarez.
- Emily Rios como Victoria Rogers.
- Ebony Obsidian como Adrienne Hunt.
- Dominique Thorne como Sheila Hunt.

## Producción
El 10 de julio de 2017, se anunció que Barry Jenkins dirigiría una adaptación de If Beale Street Could Talk, novela de James Baldwin. Jenkins escribió el guion durante el verano de 2013, momento durante el cual también escribió el guion de Moonlight.
El 29 de agosto de 2017, Stephan James se unió al reparto. En septiembre de 2017, Kiki Layne y Teyonah Parris también se unieron al reparto.
El 18 de octubre de 2017, se reportó que If Beale Street Could Talk había iniciado su rodaje en Nueva York. Ese mismo mes, Regina King, Colman Domingo, Brian Tyree Henry, Dave Franco y Ed Skrein se unieron al reparto, con Michael Beach, Finn Wittrock, Aunjanue Ellis y Diego Luna sumándose al reparto en noviembre. En diciembre de 2017, Pedro Pascal y Emily Rios se unieron al reparto.
Nicholas Britell fue el compositor de la banda sonora.

## Estreno
If Beale Street Could Talk tuvo un lanzamiento limitado en Estados Unidos el 14 de diciembre de 2018, antes de un estreno más extenso programado para el 25 de diciembre de ese año. En un principio, la cinta estuvo programada para ser lanzada el 30 de noviembre de 2018, pero luego la fecha fue cambiada.
La película tuvo su premier mundial en el Festival de Cine de Toronto en septiembre de 2018. Tuvo luego su estreno en cines el 14 de diciembre de 2018. También se proyectó en el Festival de Cine de Nueva York el 11 de octubre de 2018, en el Festival de Cine de Nueva Orleans el 21 de octubre de 2018, y en el Festival Internacional de Cine de San Luis el 10 de noviembre de 2018.

## Recepción

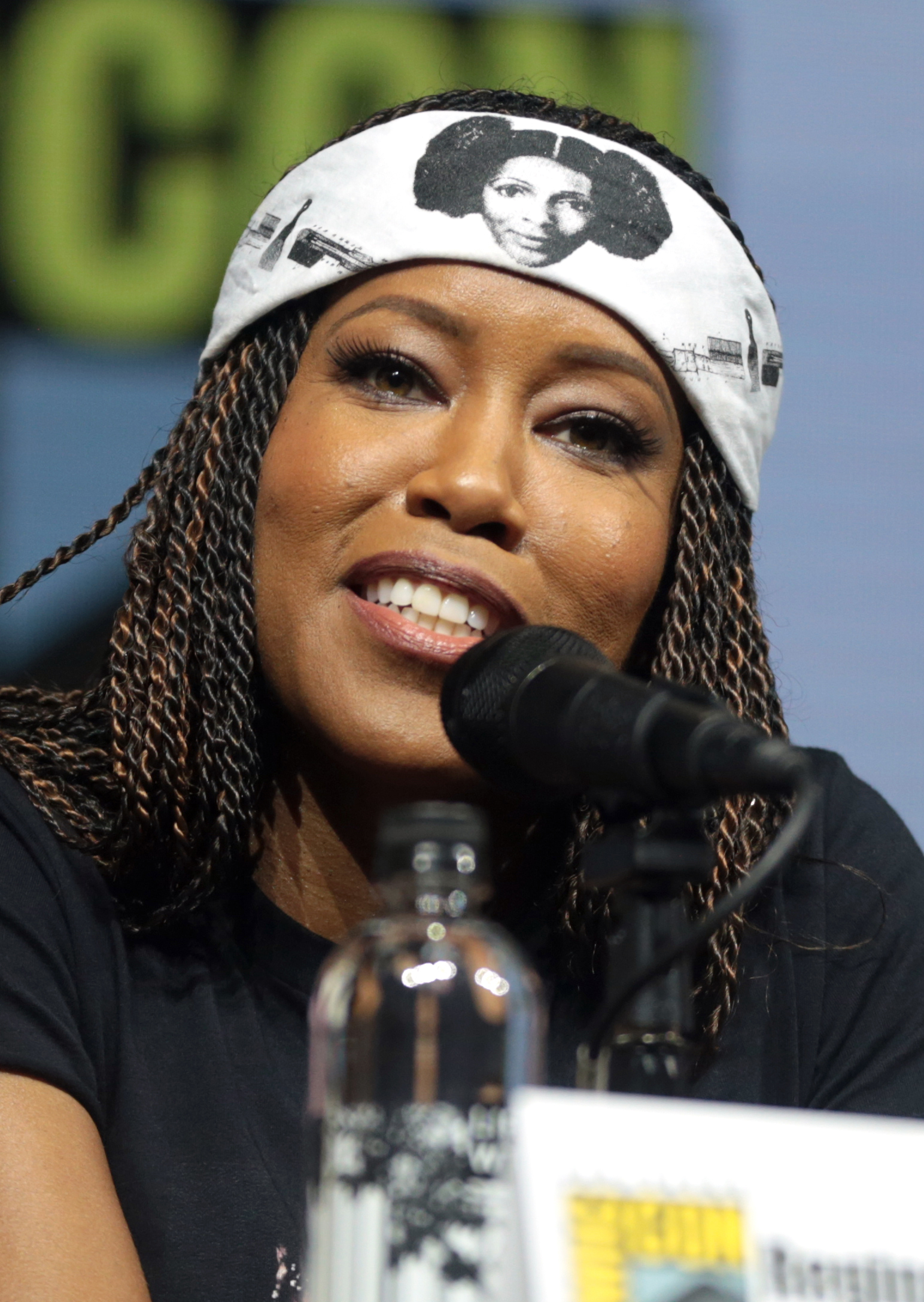
La actuación de Regina King en la cinta recibió críticas positivas.

### Recaudación
En su primer fin de semana, la película recaudó $ 219.174 dólares en cuatro cines, con un promedio de $ 54.794 en cada cine, uno de los mejores promedios de 2018. En su segundo fin de semana, la película ganó $114.902 dólares, y en su tercero recaudó $759.578 en 65 cines. En su cuarto fin de semana, la película se expandió a 335 salas de cine, ganando $ 1.9 millones de dólares.

### Respuesta crítica
En el sitio web Rotten Tomatoes, la película tiene un índice de aprobación del 91% basado en 88 comentarios, con una calificación promedio de 8.7/10. El consenso crítico del sitio web dice: "If Beale Street Could Talk honra su material original con una adaptación bellamente filmada que encuentra al director Barry Jenkins fortaleciendo aún más su oficio visual y narrativo". En el sitio web Metacritic, la película tiene una puntuación promedio ponderada de 87 sobre 100, basada en 19 críticas, lo que indica "aclamación universal".
Eric Kohn, de IndieWire, le dio a la película una "A", diciendo: "El seguimiento de Jenkins a Moonlight mantiene su propia estética expresionista, con sus colores exuberantes y caras fascinantes que hablan volúmenes en pocas palabras, lo que resulta en una fascinante experiencia híbrida (...) una voz seminal del pasado que se fusiona con uno del presente en una fascinante explosión de pasión creativa". Siddhant Adlakha, de /Film, dijo que la película se sentía "eléctrica y viva" y escribió: "Los mundos que crean estos personajes, ya sea en forma de miradas individuales, penetrantes del alma o en momentos de pasión ardiente filmados de perfil, llevan consigo el peso de la misma historia de la que Tish habla constantemente".

## Premios y nominaciones
| Premio                                                | Fecha de la ceremonia    | Categoría                        | Nominado(s)                                                               | Resultado     | Ref(s)        |
| ----------------------------------------------------- | ------------------------ | -------------------------------- | ------------------------------------------------------------------------- | ------------- | ------------- |
| Premios Óscar                                         | 24 de febrero de 2019    | Mejor actriz de reparto          | Regina King                                                               | Ganadora      | [ 32 ]        |
| Premios Óscar                                         | 24 de febrero de 2019    | Mejor guion adaptado             | Barry Jenkins                                                             | Nominado      | [ 32 ]        |
| Premios Óscar                                         | 24 de febrero de 2019    | Mejor banda sonora original      | Nicholas Britell                                                          | Nominado      | [ 32 ]        |
| African American Film Critics Association             | 11 de diciembre de 2018  | Mejor actriz de reparto          | Regina King                                                               | Ganadora      | [ 33 ]        |
| African American Film Critics Association             | 11 de diciembre de 2018  | Mejor película independiente     | If Beale Street Could Talk                                                | Ganadora      | [ 33 ]        |
| American Film Institute                               | 4 de enero de 2019       | Top 10 Películas del año         | If Beale Street Could Talk                                                | Ganadora      | [ 34 ]        |
| Asociación de Críticos de Cine de Austin              | 7 de enero de 2019       | Mejor película                   | If Beale Street Could Talk                                                | Ganadora      | [ 35 ]        |
| Asociación de Críticos de Cine de Austin              | 7 de enero de 2019       | Mejor director                   | Barry Jenkins                                                             | Ganador       | [ 35 ]        |
| Asociación de Críticos de Cine de Austin              | 7 de enero de 2019       | Mejor actor de reparto           | Brian Tyree Henry                                                         | Nominado      | [ 35 ]        |
| Asociación de Críticos de Cine de Austin              | 7 de enero de 2019       | Mejor actriz de reparto          | Regina King                                                               | Ganadora      | [ 35 ]        |
| Asociación de Críticos de Cine de Austin              | 7 de enero de 2019       | Mejor guion adaptado             | Barry Jenkins                                                             | Ganador       | [ 35 ]        |
| Asociación de Críticos de Cine de Austin              | 7 de enero de 2019       | Mejor fotografía                 | James Laxton                                                              | Nominado      | [ 35 ]        |
| Asociación de Críticos de Cine de Austin              | 7 de enero de 2019       | Mejor banda sonora original      | Nicholas Britell                                                          | Nominado      | [ 35 ]        |
| Black Reel Awards                                     | 7 de febrero de 2019     | Mejor película                   | If Beale Street Could Talk                                                | Pendiente     | [ 36 ]        |
| Black Reel Awards                                     | 7 de febrero de 2019     | Mejor director                   | Barry Jenkins                                                             | Pendiente     | [ 36 ]        |
| Black Reel Awards                                     | 7 de febrero de 2019     | Mejor actor                      | Stephan James                                                             | Pendiente     | [ 36 ]        |
| Black Reel Awards                                     | 7 de febrero de 2019     | Mejor actriz                     | KiKi Layne                                                                | Pendiente     | [ 36 ]        |
| Black Reel Awards                                     | 7 de febrero de 2019     | Mejor actor de reparto           | Brian Tyree Henry                                                         | Pendiente     | [ 36 ]        |
| Black Reel Awards                                     | 7 de febrero de 2019     | Mejor actriz de reparto          | Regina King                                                               | Pendiente     | [ 36 ]        |
| Black Reel Awards                                     | 7 de febrero de 2019     | Mejor guion adaptado             | Barry Jenkins                                                             | Pendiente     | [ 36 ]        |
| Black Reel Awards                                     | 7 de febrero de 2019     | Mejor reparto                    | Reparto de If Beale Street Could Talk                                     | Pendiente     | [ 36 ]        |
| Black Reel Awards                                     | 7 de febrero de 2019     | Mejor papel estelar, masculino   | Brian Tyree Henry                                                         | Pendiente     | [ 36 ]        |
| Black Reel Awards                                     | 7 de febrero de 2019     | Mejor papel estelar, femenino    | KiKi Layne                                                                | Pendiente     | [ 36 ]        |
| Black Reel Awards                                     | 7 de febrero de 2019     | Mejor fotografía                 | James Laxton                                                              | Pendiente     | [ 36 ]        |
| Black Reel Awards                                     | 7 de febrero de 2019     | Mejor banda sonora               | Nicholas Britell                                                          | Pendiente     | [ 36 ]        |
| Black Reel Awards                                     | 7 de febrero de 2019     | Mejor diseño de vestuario        | Caroline Eselin                                                           | Pendiente     | [ 36 ]        |
| Black Reel Awards                                     | 7 de febrero de 2019     | Mejor diseño de producción       | Mark Friedberg                                                            | Pendiente     | [ 36 ]        |
| Boston Society of Film Critics                        | 16 de diciembre de 2018  | Mejor película                   | If Beale Street Could Talk                                                | Ganadora      | [ 37 ]        |
| Boston Society of Film Critics                        | 16 de diciembre de 2018  | Mejor actriz de reparto          | Regina King                                                               | Ganadora      | [ 37 ]        |
| Boston Society of Film Critics                        | 16 de diciembre de 2018  | Mejor actor de reparto           | Brian Tyree Henry                                                         | Nominado      | [ 37 ]        |
| Boston Society of Film Critics                        | 16 de diciembre de 2018  | Mejor banda sonora               | Nicholas Britell                                                          | Ganador       | [ 37 ]        |
| Asociación de Críticos de Cine de Chicago             | 8 de diciembre de 2018   | Mejor actriz de reparto          | Regina King                                                               | Nominada      | [ 38 ]        |
| Asociación de Críticos de Cine de Chicago             | 8 de diciembre de 2018   | Mejor guion adaptado             | Barry Jenkins                                                             | Ganador       | [ 38 ]        |
| Asociación de Críticos de Cine de Chicago             | 8 de diciembre de 2018   | Mejor fotografía                 | James Laxton                                                              | Nominado      | [ 38 ]        |
| Asociación de Críticos de Cine de Chicago             | 8 de diciembre de 2018   | Mejor banda sonora original      | Nicholas Britell                                                          | Ganador       | [ 38 ]        |
| Premios de la Crítica Cinematográfica                 | 13 de enero de 2019      | Mejor película                   | If Beale Street Could Talk                                                | Pendiente     | [ 39 ]        |
| Premios de la Crítica Cinematográfica                 | 13 de enero de 2019      | Mejor actriz de reparto          | Regina King                                                               | Pendiente     | [ 39 ]        |
| Premios de la Crítica Cinematográfica                 | 13 de enero de 2019      | Mejor guion adaptado             | Barry Jenkins                                                             | Pendiente     | [ 39 ]        |
| Premios de la Crítica Cinematográfica                 | 13 de enero de 2019      | Mejor compositor de banda sonora | Nicholas Britell                                                          | Pendiente     | [ 39 ]        |
| Premios de la Crítica Cinematográfica                 | 13 de enero de 2019      | Mejor fotografía                 | James Laxton                                                              | Pendiente     | [ 39 ]        |
| Asociación de Críticos de Cine de Dallas-Fort Worth   | 17 de diciembre de 2018  | Mejor película                   | If Beale Street Could Talk                                                | 8.º Lugar     | [ 40 ]        |
| Asociación de Críticos de Cine de Dallas-Fort Worth   | 17 de diciembre de 2018  | Mejor actriz de reparto          | Regina King                                                               | Ganadora      | [ 40 ]        |
| Detroit Film Critics Society                          | 3 de diciembre de 2018   | Mejor actriz de reparto          | Regina King                                                               | Ganadora      | [ 41 ]        |
| Premios Globo de Oro                                  | 6 de enero de 2019       | Mejor película dramática         | If Beale Street Could Talk                                                | Nominada      | [ 42 ]        |
| Premios Globo de Oro                                  | 6 de enero de 2019       | Mejor guion                      | Barry Jenkins                                                             | Nominado      | [ 42 ]        |
| Premios Globo de Oro                                  | 6 de enero de 2019       | Mejor actriz de reparto          | Regina King                                                               | Ganadora      | [ 42 ]        |
| Premios Gotham                                        | 26 de noviembre de 2018  | Mejor película                   | If Beale Street Could Talk                                                | Nominada      | [ 43 ] [ 44 ] |
| Premios Gotham                                        | 26 de noviembre de 2018  | Actor estelar                    | KiKi Layne                                                                | Nominada      | [ 43 ] [ 44 ] |
| Premios Gotham                                        | 26 de noviembre de 2018  | Premio de la audiencia           | If Beale Street Could Talk                                                | Nominada      | [ 43 ] [ 44 ] |
| Hollywood Music in Media Awards                       | 14 de noviembre de 2018  | Mejor banda sonora               | Nicholas Britell                                                          | Nominado      | [ 45 ]        |
| Houston Film Critics Society                          | 3 de enero de 2019       | Mejor película                   | If Beale Street Could Talk                                                | Pendiente     | [ 46 ]        |
| Houston Film Critics Society                          | 3 de enero de 2019       | Mejor director                   | Barry Jenkins                                                             | Pendiente     | [ 46 ]        |
| Houston Film Critics Society                          | 3 de enero de 2019       | Mejor actriz de reparto          | Regina King                                                               | Pendiente     | [ 46 ]        |
| Houston Film Critics Society                          | 3 de enero de 2019       | Mejor guion adaptado             | Barry Jenkins                                                             | Pendiente     | [ 46 ]        |
| Houston Film Critics Society                          | 3 de enero de 2019       | Mejor banda sonora original      | Nicholas Britell                                                          | Pendiente     | [ 46 ]        |
| Houston Film Critics Society                          | 3 de enero de 2019       | Mejor fotografía                 | James Laxton                                                              | Pendiente     | [ 46 ]        |
| Premios Independent Spirit                            | 23 de febrero de 2019    | Mejor película                   | Dede Gardner, Barry Jenkins, Jeremy Kleiner, Sara Murphy y Adele Romanski | Pendiente     | [ 47 ]        |
| Premios Independent Spirit                            | 23 de febrero de 2019    | Mejor director                   | Barry Jenkins                                                             | Pendiente     | [ 47 ]        |
| Premios Independent Spirit                            | 23 de febrero de 2019    | Mejor actriz de reparto          | Regina King                                                               | Pendiente     | [ 47 ]        |
| IndieWire Critics Poll                                | 17 de diciembre de 2018  | Mejor película                   | If Beale Street Could Talk                                                | 10.º Lugar    | [ 48 ]        |
| IndieWire Critics Poll                                | 17 de diciembre de 2018  | Mejor actriz de reparto          | Regina King                                                               | segundo Lugar | [ 48 ]        |
| IndieWire Critics Poll                                | 17 de diciembre de 2018  | Mejor fotografía                 | James Laxton                                                              | 3.er Lugar    | [ 48 ]        |
| Asociación de Críticos de Cine de Los Ángeles         | 9 de diciembre de 2018   | Mejor actriz de reparto          | Regina King                                                               | Ganadora      | [ 49 ]        |
| Asociación de Críticos de Cine de Los Ángeles         | 9 de diciembre de 2018   | Mejor uso de música              | Nicholas Britell                                                          | Ganador       | [ 49 ]        |
| Asociación de Críticos de Cine de Los Ángeles         | 9 de diciembre de 2018   | Mejor fotografía                 | James Laxton                                                              | segundo Lugar | [ 49 ]        |
| Festival Internacional de Cine de Mar del Plata       | 17 de noviembre de 2018  | Astor de Oro                     | If Beale Street Could Talk                                                | Nominada      | [ 50 ]        |
| Festival Internacional de Cine de Mar del Plata       | 17 de noviembre de 2018  | Premio de la audiencia           | If Beale Street Could Talk                                                | Ganadora      | [ 50 ]        |
| National Board of Review                              | 27 de noviembre de 2018  | Top 10 Películas                 | If Beale Street Could Talk                                                | Ganadora      | [ 51 ]        |
| National Board of Review                              | 27 de noviembre de 2018  | Mejor actriz de reparto          | Regina King                                                               | Ganadora      | [ 51 ]        |
| National Board of Review                              | 27 de noviembre de 2018  | Mejor guion adaptado             | Barry Jenkins                                                             | Ganador       | [ 51 ]        |
| National Society of Film Critics                      | 5 de enero de 2019       | Mejor actriz de reparto          | Regina King                                                               | Ganadora      | [ 52 ]        |
| National Society of Film Critics                      | 5 de enero de 2019       | Mejor actor de reparto           | Brian Tyree Henry                                                         | 3.er Lugar    | [ 52 ]        |
| National Society of Film Critics                      | 5 de enero de 2019       | Mejor fotografía                 | James Laxton                                                              | segundo Lugar | [ 52 ]        |
| Premios del Círculo de Críticos de Cine de Nueva York | 29 de noviembre de 2018  | Mejor actriz de reparto          | Regina King                                                               | Ganadora      | [ 53 ]        |
| Críticos de Cine de Nueva York en Línea               | 9 de diciembre de 2018   | Top 10 Películas                 | If Beale Street Could Talk                                                | Ganadora      | [ 54 ]        |
| Críticos de Cine de Nueva York en Línea               | 9 de diciembre de 2018   | Mejor actriz de reparto          | Regina King                                                               | Ganadora      | [ 54 ]        |
| Críticos de Cine de Nueva York en Línea               | 9 de diciembre de 2018   | Mejor uso de música              | Nicholas Britell                                                          | Ganador       | [ 54 ]        |
| Sociedad de Críticos de Cine en Línea                 | 2 de enero de 2019       | Mejor película                   | If Beale Street Could Talk                                                | Nominada      | [ 55 ]        |
| Sociedad de Críticos de Cine en Línea                 | 2 de enero de 2019       | Mejor director                   | Barry Jenkins                                                             | Nominado      | [ 55 ]        |
| Sociedad de Críticos de Cine en Línea                 | 2 de enero de 2019       | Mejor actriz de reparto          | Regina King                                                               | Ganadora      | [ 55 ]        |
| Sociedad de Críticos de Cine en Línea                 | 2 de enero de 2019       | Mejor guion adaptado             | Barry Jenkins                                                             | Ganador       | [ 55 ]        |
| Sociedad de Críticos de Cine en Línea                 | 2 de enero de 2019       | Mejor banda sonora original      | Nicholas Britell                                                          | Ganador       | [ 55 ]        |
| Sociedad de Críticos de Cine en Línea                 | 2 de enero de 2019       | Mejor fotografía                 | James Laxton                                                              | Nominado      | [ 55 ]        |
| San Francisco Film Critics Circle Awards              | 9 de diciembre de 2018   | Mejor película                   | If Beale Street Could Talk                                                | Nominada      | [ 56 ]        |
| San Francisco Film Critics Circle Awards              | 9 de diciembre de 2018   | Mejor director                   | Barry Jenkins                                                             | Nominado      | [ 56 ]        |
| San Francisco Film Critics Circle Awards              | 9 de diciembre de 2018   | Mejor actriz de reparto          | Regina King                                                               | Ganadora      | [ 56 ]        |
| San Francisco Film Critics Circle Awards              | 9 de diciembre de 2018   | Mejor guion adaptado             | Barry Jenkins                                                             | Nominado      | [ 56 ]        |
| San Francisco Film Critics Circle Awards              | 9 de diciembre de 2018   | Mejor banda sonora original      | Nicholas Britell                                                          | Nominado      | [ 56 ]        |
| San Francisco Film Critics Circle Awards              | 9 de diciembre de 2018   | Mejor fotografía                 | James Laxton                                                              | Nominado      | [ 56 ]        |
| San Francisco Film Critics Circle Awards              | 9 de diciembre de 2018   | Mejor diseño de producción       | Mark Friedberg                                                            | Nominado      | [ 56 ]        |
| Premios Satellite                                     | 17 de febrero de 2019    | Mejor película - drama           | If Beale Street Could Talk                                                | Ganadora      | [ 57 ]        |
| Premios Satellite                                     | 17 de febrero de 2019    | Mejor director                   | Barry Jenkins                                                             | Nominado      | [ 57 ]        |
| Premios Satellite                                     | 17 de febrero de 2019    | Mejor actriz de reparto - drama  | Regina King                                                               | Ganadora      | [ 57 ]        |
| Premios Satellite                                     | 17 de febrero de 2019    | Mejor guion adaptado             | Barry Jenkins                                                             | Nominado      | [ 57 ]        |
| Premios Satellite                                     | 17 de febrero de 2019    | Mejor montaje                    | Joi McMillon y Nat Sanders                                                | Nominados     | [ 57 ]        |
| Premios Satellite                                     | 17 de febrero de 2019    | Mejor fotografía                 | James Laxton                                                              | Nominado      | [ 57 ]        |
| Premios Satellite                                     | 17 de febrero de 2019    | Mejor banda sonora               | Nicholas Britell                                                          | Nominado      | [ 57 ]        |
| Seattle Film Critics Society                          | 17 de diciembre de 2018  | Mejor película del año           | If Beale Street Could Talk                                                | Nominada      | [ 58 ] [ 59 ] |
| Seattle Film Critics Society                          | 17 de diciembre de 2018  | Mejor director                   | Barry Jenkins                                                             | Nominado      | [ 58 ] [ 59 ] |
| Seattle Film Critics Society                          | 17 de diciembre de 2018  | Mejor actriz de reparto          | Regina King                                                               | Ganadora      | [ 58 ] [ 59 ] |
| Seattle Film Critics Society                          | 17 de diciembre de 2018  | Mejor guion                      | Barry Jenkins                                                             | Nominado      | [ 58 ] [ 59 ] |
| Seattle Film Critics Society                          | 17 de diciembre de 2018  | Mejor fotografía                 | James Laxton                                                              | Nominado      | [ 58 ] [ 59 ] |
| Seattle Film Critics Society                          | 17 de diciembre de 2018  | Mejor banda sonora original      | Nicholas Britell                                                          | Nominado      | [ 58 ] [ 59 ] |
| Seattle Film Critics Society                          | 17 de diciembre de 2018  | Mejor reparto                    | Reparto de If Beale Street Could Talk                                     | Nominada      | [ 58 ] [ 59 ] |
| St. Louis Film Critics Association                    | 9 de diciembre de 2018   | Mejor actriz de reparto          | Regina King                                                               | Ganadora      | [ 60 ]        |
| St. Louis Film Critics Association                    | 9 de diciembre de 2018   | Mejor guion adaptado             | Barry Jenkins                                                             | Nominado      | [ 60 ]        |
| St. Louis Film Critics Association                    | 9 de diciembre de 2018   | Mejor banda sonora               | Nicholas Britell                                                          | Nominado      | [ 60 ]        |
| St. Louis Film Critics Association                    | 9 de diciembre de 2018   | Mejor fotografía                 | James Laxton                                                              | segundo Lugar | [ 60 ]        |
| St. Louis Film Critics Association                    | 9 de diciembre de 2018   | Mejor diseño de producción       | Mark Friedberg                                                            | Nominado      | [ 60 ]        |
| Festival Internacional de Cine de Toronto             | 16 de septiembre de 2018 | Premio de elección del público   | If Beale Street Could Talk                                                | segundo Lugar | [ 61 ]        |
| Washington D. C. Area Film Critics Association        | 3 de diciembre de 2018   | Mejor película                   | If Beale Street Could Talk                                                | Nominada      | [ 62 ]        |
| Washington D. C. Area Film Critics Association        | 3 de diciembre de 2018   | Mejor director                   | Barry Jenkins                                                             | Nominado      | [ 62 ]        |
| Washington D. C. Area Film Critics Association        | 3 de diciembre de 2018   | Mejor actriz de reparto          | Regina King                                                               | Ganadora      | [ 62 ]        |
| Washington D. C. Area Film Critics Association        | 3 de diciembre de 2018   | Mejor guion adaptado             | Barry Jenkins                                                             | Nominado      | [ 62 ]        |
| Washington D. C. Area Film Critics Association        | 3 de diciembre de 2018   | Mejor banda sonora               | Nicholas Britell                                                          | Ganador       | [ 62 ]        |
| Washington D. C. Area Film Critics Association        | 3 de diciembre de 2018   | Mejor fotografía                 | James Laxton                                                              | Nominado      | [ 62 ]        |
| Washington D. C. Area Film Critics Association        | 3 de diciembre de 2018   | Mejor reparto                    | Reparto de If Beale Street Could Talk                                     | Nominada      | [ 62 ]        |